# Suphalomitus salvazanus
Suphalomitus salvazanus is een insect uit de familie van de vlinderhaften (Ascalaphidae), die tot de orde netvleugeligen (Neuroptera) behoort. 
Suphalomitus salvazanus is voor het eerst wetenschappelijk beschreven door Navás in 1923.